# Diplochasma monochaeta
Diplochasma monochaeta är en tvåvingeart som först beskrevs av Friedrich Georg Hendel 1909.  Diplochasma monochaeta ingår i släktet Diplochasma och familjen lövflugor. Inga underarter finns listade i Catalogue of Life.